# Clermont-Dessous
Pour les articles homonymes, voir Clermont.
Clermont-Dessous est une commune du sud-ouest de la France, située dans le département de Lot-et-Garonne (région Nouvelle-Aquitaine).

## Géographie

### Localisation
Commune située dans l'aire d'attraction d'Agen en Agenais sur la route départementale 813 (ancienne route nationale 113) entre Tonneins et Agen à la confluence de la Garonne avec la Masse de Prayssas.

### Communes limitrophes
Les communes limitrophes sont Bazens, Frégimont, Lusignan-Petit, Montesquieu, Saint-Hilaire-de-Lusignan et Saint-Laurent.
| Bazens        | Frégimont        | Lusignan-Petit            |
| Saint-Laurent | Clermont-Dessous | Saint-Hilaire-de-Lusignan |
|               | Montesquieu      |                           |

### Climat
Pour des articles plus généraux, voir Climat de la Nouvelle-Aquitaine et Climat de Lot-et-Garonne.
Historiquement, la commune est exposée à un climat océanique aquitain.
En 2020, Météo-France publie une typologie des climats de la France métropolitaine dans laquelle la commune est exposée à un climat océanique altéré et est dans la région climatique Aquitaine, Gascogne, caractérisée par une pluviométrie abondante au printemps, modérée en automne, un faible ensoleillement au printemps, un été chaud (19,5 °C), des vents faibles, des brouillards fréquents en automne et en hiver et des orages fréquents en été (15 à 20 jours).
Pour la période 1971-2000, la température annuelle moyenne est de 13,8 °C, avec une amplitude thermique annuelle de 15,7 °C. Le cumul annuel moyen de précipitations est de 755 mm, avec 10,2 jours de précipitations en janvier et 6,6 jours en juillet. Pour la période 1991-2020, la température moyenne annuelle observée sur la station météorologique la plus proche, située sur la commune de Prayssas à 7,44 km à vol d'oiseau, est de 13,9 °C et le cumul annuel moyen de précipitations est de 815,5 mm,. Pour l'avenir, les paramètres climatiques de la commune estimés pour 2050 selon différents scénarios d’émission de gaz à effet de serre sont consultables sur un site dédié publié par Météo-France en novembre 2022.

## Urbanisme

### Typologie
Au 1er janvier 2024, Clermont-Dessous est catégorisée commune rurale à habitat dispersé, selon la nouvelle grille communale de densité à sept niveaux définie par l'Insee en 2022.
Elle est située hors unité urbaine. Par ailleurs la commune fait partie de l'aire d'attraction d'Agen, dont elle est une commune de la couronne,. Cette aire, qui regroupe 81 communes, est catégorisée dans les aires de 50 000 à moins de 200 000 habitants,.

### Occupation des sols

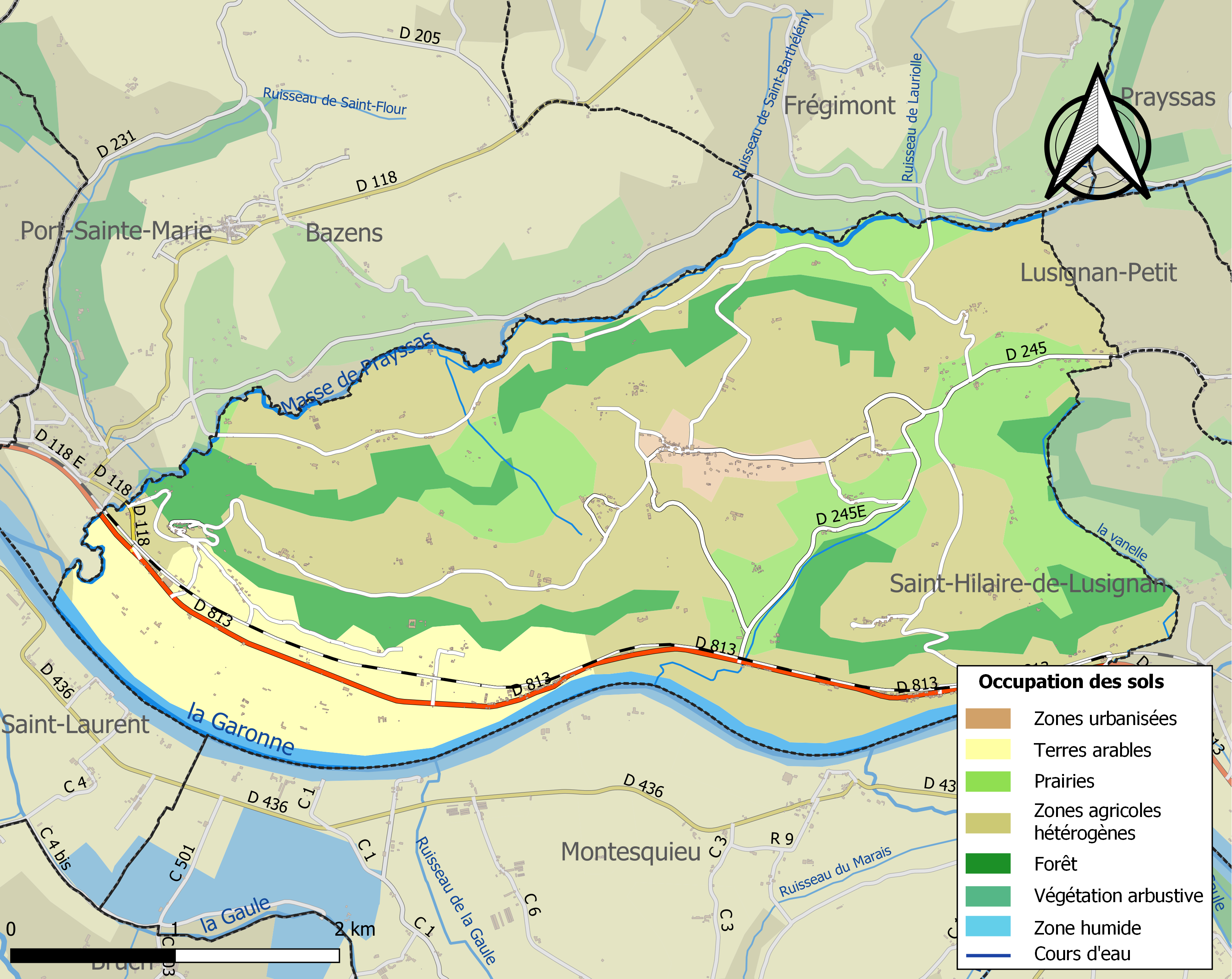
Carte des infrastructures et de l'occupation des sols de la commune en 2018 (CLC).

L'occupation des sols de la commune, telle qu'elle ressort de la base de données européenne d’occupation biophysique des sols Corine Land Cover (CLC), est marquée par l'importance des territoires agricoles (78,9 % en 2018), en diminution par rapport à 1990 (80,6 %). La répartition détaillée en 2018 est la suivante : 
zones agricoles hétérogènes (48,8 %), prairies (15,7 %), forêts (15,3 %), cultures permanentes (14,4 %), eaux continentales (4,1 %), zones urbanisées (1,7 %). L'évolution de l’occupation des sols de la commune et de ses infrastructures peut être observée sur les différentes représentations cartographiques du territoire : la carte de Cassini (XVIIIe siècle), la carte d'état-major (1820-1866) et les cartes ou photos aériennes de l'IGN pour la période actuelle (1950 à aujourd'hui).

### Risques majeurs
Le territoire de la commune de Clermont-Dessous est vulnérable à différents aléas naturels : météorologiques (tempête, orage, neige, grand froid, canicule ou sécheresse), inondations, mouvements de terrains et séisme (sismicité très faible). Il est également exposé à un risque technologique, le transport de matières dangereuses. Un site publié par le BRGM permet d'évaluer simplement et rapidement les risques d'un bien localisé soit par son adresse soit par le numéro de sa parcelle.

#### Risques naturels
Certaines parties du territoire communal sont susceptibles d’être affectées par le risque d’inondation par une crue à  débordement lent de cours d'eau, notamment la Garonne, le Ruisseau de Saint-Martin et la Masse de Prayssas. La commune a été reconnue en état de catastrophe naturelle au titre des dommages causés par les inondations et coulées de boue survenues en 1982, 1990, 1993, 1999, 2003, 2009, 2013 et 2021,.
Les mouvements de terrains susceptibles de se produire sur la commune sont des glissements de terrain et des tassements différentiels.

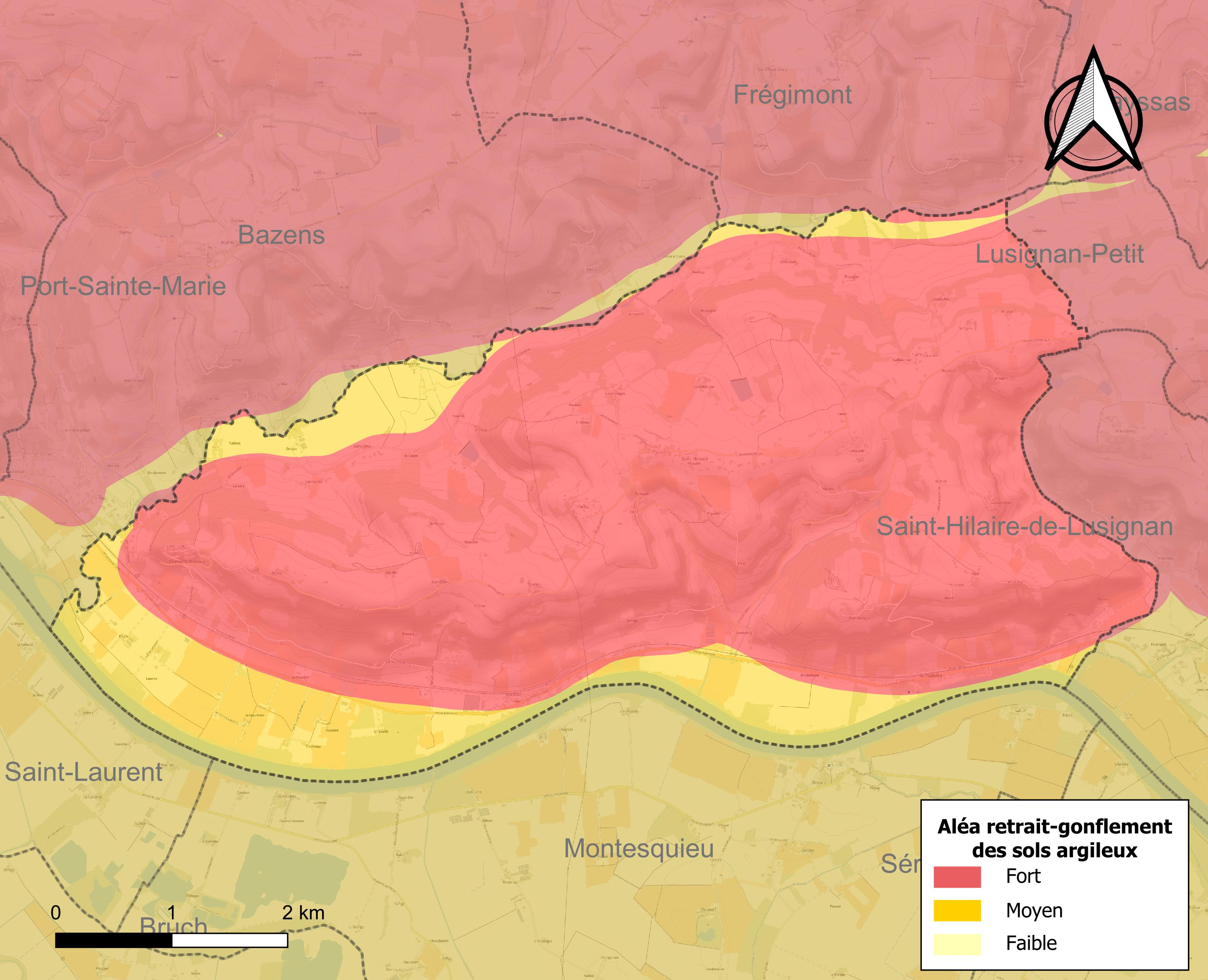
Carte des zones d'aléa retrait-gonflement des sols argileux de Clermont-Dessous.

Le retrait-gonflement des sols argileux est susceptible d'engendrer des dommages importants aux bâtiments en cas d’alternance de périodes de sécheresse et de pluie. La totalité de la commune est en aléa moyen ou fort (91,8 % au niveau départemental et 48,5 % au niveau national). Depuis le 1er octobre 2020, en application de la loi ELAN, différentes contraintes s'imposent aux vendeurs, maîtres d'ouvrages ou constructeurs de biens situés dans une zone classée en aléa moyen ou fort,.
Concernant les mouvements de terrains, la commune a été reconnue en état de catastrophe naturelle au titre des dommages causés par la sécheresse en 2003 et par des mouvements de terrain en 1995 et 1999.

## Politique et administration
| Période | Période  | Identité             | Étiquette     | Qualité     |
| ------- | -------- | -------------------- | ------------- | ----------- |
| 1793    | 1794     | Joseph Vidouze       |               |             |
| 1795    | 1796     | Guillaume Jullia     |               |             |
| 1796    | 1797     | Joseph Vidouze       |               |             |
| 1798    | 1799     | Antoine Sibault      |               |             |
| 1799    | 1801     | Arnaud Rivière       |               |             |
| 1801    | 1838     | Antoine Lasserre     |               |             |
| 1838    | 1860     | Léon de Sevin        |               |             |
| 1860    | 1864     | Vincent Dumas        |               |             |
| 1864    | 1870     | Charles Lasserre     |               |             |
| 1870    | 1871     | Pierre Delbos        |               |             |
| 1871    | 1876     | Pierre Célestin Aché |               |             |
| 1876    | 1881     | Pierre Delbos        |               |             |
| 1881    | 1888     | Joseph Delbos        |               |             |
| 1888    | 1925     | Jean Camboué         |               |             |
| 1925    | 1944     | Paul Maurice         |               |             |
| 1944    | 1949     | Ernest Jaffre        |               |             |
| 1949    | 1983     | Roger Jaffré         |               | Agriculteur |
| 1983    | 2019     | Jean Malbec          | Divers droite | Agriculteur |
| 2019    | En cours | Jean-Pierre Causero  | LDIV          |             |

Source : Maires FranceGenWeb

## Démographie
L'évolution du nombre d'habitants est connue à travers les recensements de la population effectués dans la commune depuis 1793. Pour les communes de moins de 10 000 habitants, une enquête de recensement portant sur toute la population est réalisée tous les cinq ans, les populations de référence des années intermédiaires étant quant à elles estimées par interpolation ou extrapolation. Pour la commune, le premier recensement exhaustif entrant dans le cadre du nouveau dispositif a été réalisé en 2006.

En 2022, la commune comptait 810 habitants, en évolution de −6,57 % par rapport à 2016 (Lot-et-Garonne : −0,18 %, France hors Mayotte : +2,11 %).
| 1793  | 1800  | 1806  | 1821  | 1831  | 1836  | 1841  | 1846  | 1851  |
| ----- | ----- | ----- | ----- | ----- | ----- | ----- | ----- | ----- |
| 1 360 | 1 367 | 1 342 | 1 354 | 1 331 | 1 307 | 1 242 | 1 212 | 1 168 |

| 1856  | 1861  | 1866  | 1872  | 1876 | 1881 | 1886 | 1891 | 1896 |
| ----- | ----- | ----- | ----- | ---- | ---- | ---- | ---- | ---- |
| 1 231 | 1 177 | 1 074 | 1 025 | 975  | 950  | 885  | 883  | 867  |

| 1901 | 1906 | 1911 | 1921 | 1926 | 1931 | 1936 | 1946 | 1954 |
| ---- | ---- | ---- | ---- | ---- | ---- | ---- | ---- | ---- |
| 915  | 886  | 892  | 762  | 784  | 770  | 807  | 744  | 703  |

| 1962 | 1968 | 1975 | 1982 | 1990 | 1999 | 2006 | 2011 | 2016 |
| ---- | ---- | ---- | ---- | ---- | ---- | ---- | ---- | ---- |
| 648  | 635  | 559  | 594  | 643  | 724  | 779  | 802  | 867  |

| 2021 | 2022 | - | - | - | - | - | - | - |
| ---- | ---- | - | - | - | - | - | - | - |
| 844  | 810  | - | - | - | - | - | - | - |

## Culture locale et patrimoine

### Lieux et monuments
- Église Saint-Jean-Baptiste de Clermont-Dessous classée au titre des monuments historiques en 1908[25].
- Église Saint-Médard de Saint-Médard.
- Église Saint-Pierre de Puymasson.
- Château de Clermont-Dessous inscrit au titre des monuments historiques en 1950[26].
- Château du Bousquet inscrit au titre des monuments historiques en 2013[27].
- Plaque commémorative « À nos camarades, victimes du capitalisme mondial » du Monument aux morts de Fourtic conçu par Strigoss et réalisé en 1925 par Lazare, un entrepreneur de la commune[28].
- Village, sur le coteau, à l'ouest de la commune.
- Hameaux de Fourtic et de Lapouleille, sur la route, à proximité de la Garonne.
- Hameaux de Saint-Médard, du Gil, de Langlade, de Puymasson, et de Lastaoulès, sur le relief.

### Personnalités liées à la commune
- Joseph Chaumié, homme politique français, est décédé dans le village le 18 juillet 1919.

### Héraldique
| Blason de Clermont-Dessous | Blason  | D'argent à la croix pattée alésée de gueules.    |
| Blason de Clermont-Dessous | Détails | Le statut officiel du blason reste à déterminer. |